# Дзюбовщина
Дзюбовщина (укр. Дзюбівщина) — село,
Белоцерковский сельский совет,
Великобагачанский район,
Полтавская область,
Украина.
Код КОАТУУ — 5320281206. Население по переписи 2001 года составляло 286 человек.

## Географическое положение
Село Дзюбовщина находится на правом берегу реки Псёл,
выше по течению на расстоянии в 1 км расположено село Пилипенки,
ниже по течению на расстоянии в 1 км расположено село Красногоровка,
на противоположном берегу — село Луговое.
Через село проходит автомобильная дорога Т-1719.

## Экономика
- Молочно-товарная ферма.

## Объекты социальной сферы
- Клуб.